# Operación Paperclip

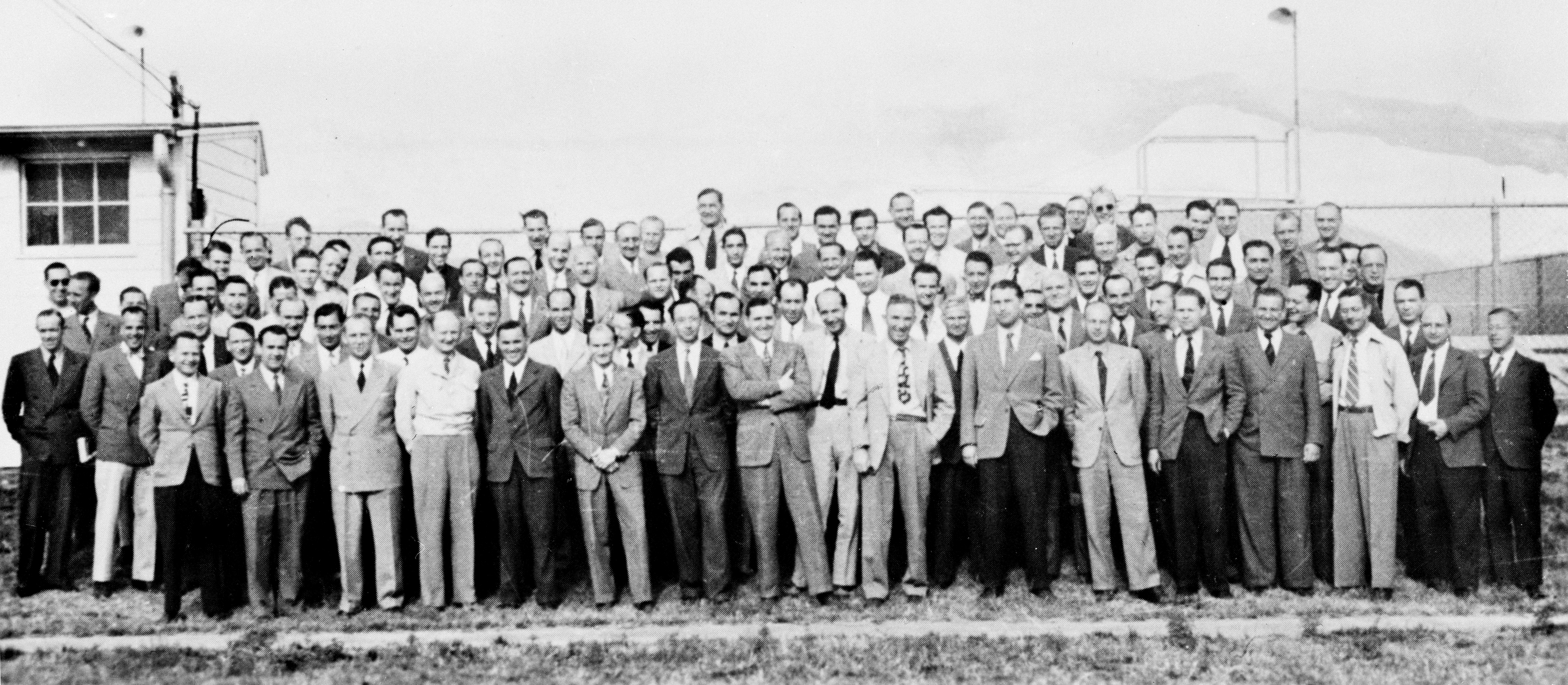
Los científicos de la Operación clip de papel posan juntos.

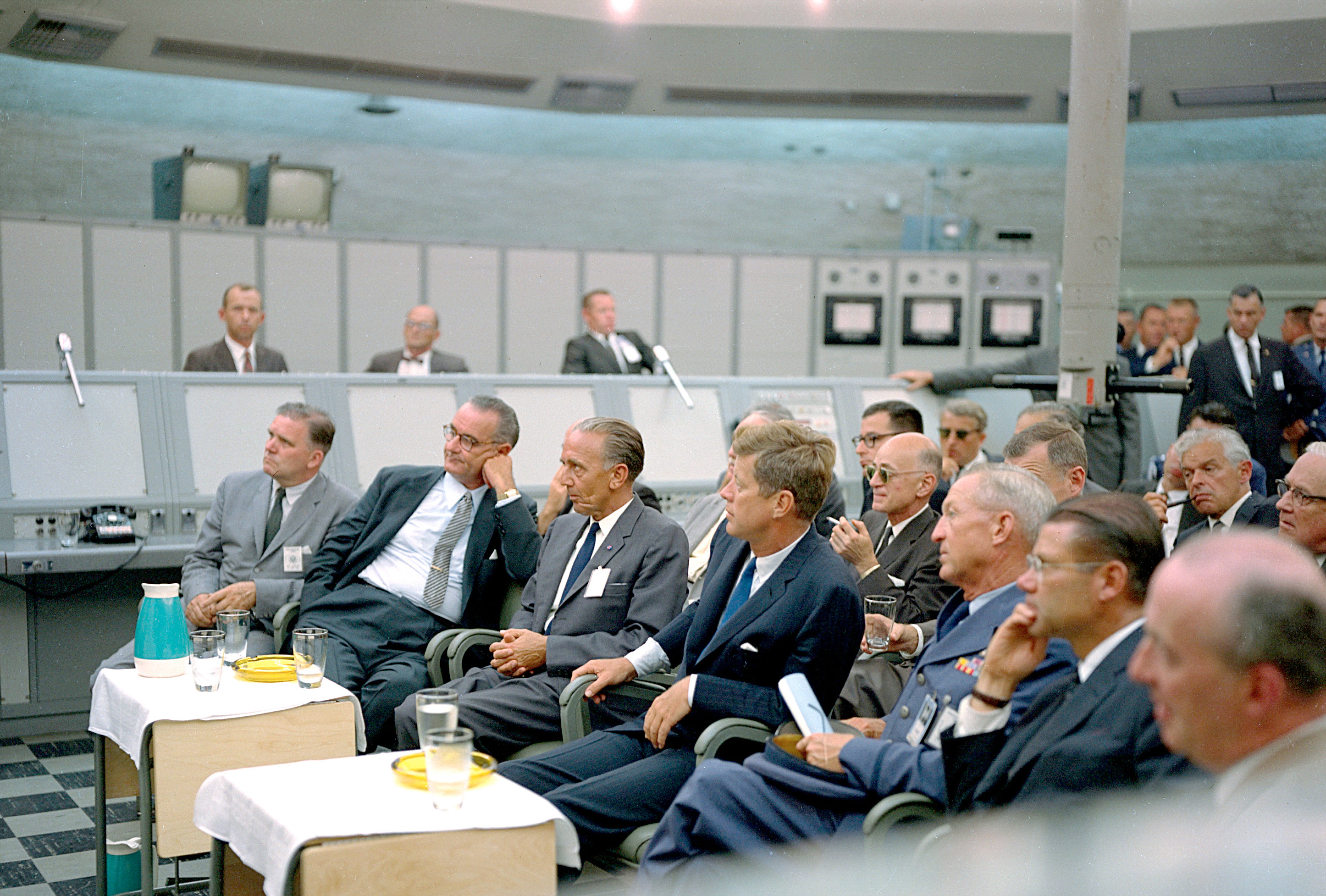
Kurt H. Debus, un ex científico de cohetes V-2 que se convirtió en director de la NASA, sentado entre el presidente de los EE. UU. John F. Kennedy y el vicepresidente de los EE. UU. Lyndon B. Johnson en 1962 en una sesión informativa en Blockhouse 34, zona de prueba de misiles de Cabo Cañaveral.

La Operación Paperclip (en inglés Operation Paperclip y originalmente Operación Overcast), también llamada operación pisapapeles, se refiere al nombre en clave de la operación realizada por el Servicio de Inteligencia y Militar de los Estados Unidos para extraer de Alemania científicos nazis especializados en las llamadas Armas Maravillosas del Tercer Reich, como cohetes, armas químicas y experimentación médica tras la caída del régimen nazi durante la Segunda Guerra Mundial. El programa fue llevado adelante por la Agencia de Objetivos de Inteligencia (Joint Intelligence Objectives Agency), una institución dependiente del Departamento de Estado estadounidense creada con este objetivo, que fue disuelta en 1962.

## Composición
El 6 de junio de 1944 se inició la operación militar de asalto a la costa francesa por parte de las fuerzas aliadas de EE. UU., Canadá y Gran Bretaña contra la ocupación nazi en Francia, llamada Operación Overlord (Desembarco de Normandía).
Para mediados de 1945 la Segunda Guerra Mundial ya había terminado en Europa. Estados Unidos y la Unión Soviética entablaron una dura y sorda disputa por quedarse con la mayor porción posible de los avances científicos y tecnológicos de la Alemania nazi, sobre todo en sus desarrollos en industria militar (particularmente la aeronáutica) y química. En julio de ese año se inició el primer programa de reclutamiento de científicos alemanes, conocido como Operación Overcast. Para septiembre de 1945 una directiva secreta del Presidente Truman aprobaba formalmente la operación, que en noviembre fue renombrada Operación Paperclip.
Esto dio lugar, a una gran investigación sobre el pasado de los científicos y los técnicos, según iban obteniendo información sobre cada uno de los técnicos y científicos, el dossier de cada persona se guardaba con un clip, dando así nombre a la operación más tarde.
En total, más de 700 científicos (junto con sus familias) fueron llevados secretamente a Estados Unidos. Ninguno de ellos calificaba para un visado de entrada en los Estados Unidos, pues todos habían servido a la causa nazi durante la Segunda Guerra Mundial. Por tal motivo, numerosos documentos tuvieron que ser reescritos para limpiar el nombre de los científicos involucrados. Gran parte de las informaciones concernientes a la Operación Paperclip aún están clasificadas como secreto absoluto.
Además de la Operación Paperclip  existieron otros programas similares: la Operación Alsos (en el marco del Proyecto Manhattan) para conseguir tecnología y equipamiento nuclear para los aliados (fundamentalmente Estados Unidos y el Reino Unido); la Operación Backfire, una iniciativa británica para obtener tecnología aeronáutica alemana; y sobre todo la Operación Osoaviajim, por la cual la Unión Soviética logró hacerse con cerca de 2.000 científicos y técnicos alemanes.

## Lista Osenberg
Tras el fracaso alemán de la Operación Barbarroja y la entrada de Estados Unidos en la Segunda Guerra Mundial, la situación estratégica de Alemania cambió, ya que no estaba preparada para una guerra larga. Como resultado de esto, en la primavera de 1943 se empezó a llamar a científicos y técnicos desde las unidades de combate para empezar a desarrollar nuevas armas y técnicas:

De forma inmediata se liberaron del servicio militar a quienes tuvieran doctorados o maestrías en Ciencias; también los matemáticos fueron sacados de las panaderías, y los mecánicos de precisión fueron retirados de sus tareas como conductores de camiones.
Dieter Huzel

Este esfuerzo, que requirió tanto identificar al personal como rastrearlo (particularmente en cuanto a su lealtad), culminaría en la  Lista Osenberg, llamada así por Werner Osenberg, un ingeniero científico de la Universidad de Hannover que llevó adelante la Wehrforschungsgemeinschaft (Asociación para la Investigación Militar).
En marzo de 1945, un técnico polaco encontró restos de la Lista Osenberg en un baño que no había sido limpiado apropiadamente. El mayor Robert B. Staver, jefe de la Jet Propulsion Section of the Research y Rama de Inteligencia del Ejército de Estados Unidos en Londres, usó después la Lista Osenberg para hacer la Lista Negra, el nombre en código de la lista de los científicos expertos en cohetes, colocando el nombre de Wernher von Braun en el primer lugar.

## OperaciónOvercast
El plan original de la Operación Overcast (Operación Nublada) suponía únicamente entrevistar a los científicos nazis expertos en cohetería, pero cambió después de que el mayor Staver enviara un cable (firmado por el coronel Joel Holmes) al Pentágono el 22 de mayo de 1945 en el que afirmaba la importancia de evacuar a los técnicos nazis y sus familias por ser algo "importante para la Guerra del Pacífico."
Además de los especialistas en cohetería y física nuclear, varios equipos de aliados fueron en busca de expertos en química, medicina y armas navales. Uno de los mayores logros de Overcast tuvo lugar en mayo de 1945, cuando lograron raptar al experto de la empresa Henschel, Herbert Wagner, inventor del misil Henschel Hs293. En septiembre de ese mismo año arribó a Long Island el primer grupo de ingenieros aeroespaciales, entre los que se encontraba el ingeniero Wernher von Braun, considerado uno de los diseñadores más importantes en la historia de la cohetería, y quien tendría una importante participación en el desarrollo del programa aeroespacial de la NASA.

### Cohete V2
La mayor parte de los científicos que estaban involucrados en el proyecto del cohete V2 fue adscrita a un proyecto inmobiliario en Landshut (Baviera).  La Operación Overcast fue diseñada por la Junta de Comandantes en Jefe de Estados Unidos el 19 de julio de 1945. Cuando el apodo  "Camp Overcast" estuvo operativo para el conjunto habitacional, se cambió el código a Paperclip.
Para 1958 muchos aspectos de Paperclip eran de conocimiento público. Se mencionaba libremente en un artículo de la revista Time sobre Von Braun.

## Algunas figuras clave
Allen Dulles (abogado de Prescott Bush), considerado el cerebro de la operación Paperclip como Jefe de la OSS en Berna, Suiza, y posteriormente director de la CIA). En 1942, Allen Dulles, abogado y amigo íntimo de la familia Bush, recibió la misión de impedir a la prensa que citara o mencionase el nombre de la familia Bush después de que se hubiera constatado oficialmente que "grandes partes del imperio Prescott Bush operaron para la Alemania nazi durante la Segunda Guerra Mundial", contribuyendo de esta manera al esfuerzo de guerra nazi.

### Cohetería

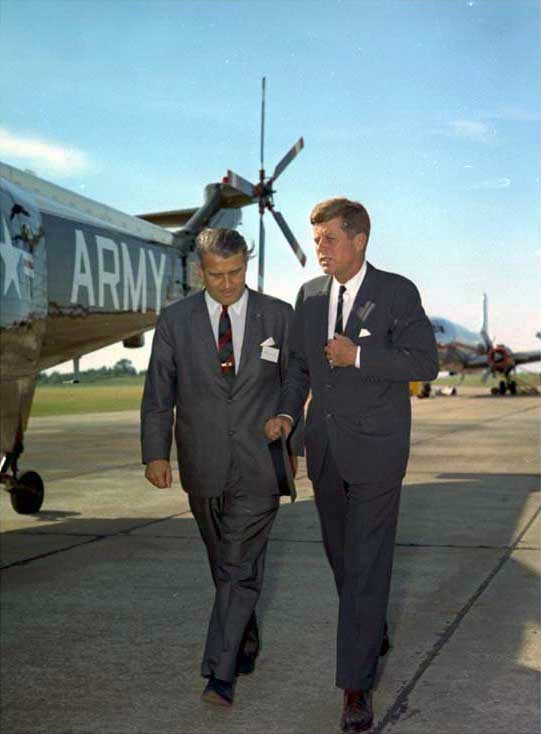
Wernher von Braun y el presidente Kennedy en Redstone Arsenal (1963).

Wernher von Braun, Walter Dornberger, Ernst R. G. Eckert, Bernhard Tessmann, Arthur Rudolph, Ernst Stuhlinger, Krafft Arnold Ehricke, Gerhard Reisig, Konrad Dannenberg, Kurt Debus, Georg Rickhey, Rudi Beichel, Werner Dahm, Otto Hirschler, Werner Rosinski, Eberhard F. M. Rees, Hermann H. Kurzweg, Helmut Hoelzer.

### Aeronáutica
Alexander Martin Lippisch, Hans von Ohain, Hans Multhopp, Anselm Franz.

### Medicina
Walter Schreiber, Erich Traub, Kurt Blome, Hubertus Strughold, Hans Antmann.

### Combustible sintético
Franz Fischer, Hans Tropsch, Frederick Hibsä.

### Electrónica
Hans Ziegler, Kurt Lehovec, Hans Hollmann, Johannes Plendl, Hans Ferdinand Mayer.

### Inteligencia militar
Reinhard Gehlen fue el creador de la Red Stay Behind, antepasada de la Operación Gladio.

## Grupo de científicos
A principios de agosto de 1945, el coronel Holger N. Toftoy, jefe de la Rama de Cohetería de la División de Investigación y Desarrollo del Ejército de Estados Unidos, ofreció contratos iniciales de un año a los científicos nazis. Después de que Toftoy accediera a cuidar sus familias, 127 científicos aceptaron la oferta. En septiembre de 1945, el primer grupo de 7 científicos arribó a Fort Strong en los Estados Unidos: Wernher von Braun, Erich W. Neubert, Theodor A. Poppel, August Schultze, Eberhard F. M. Rees, Wilhelm Jungert y Walter Schwidetzky.  Finalmente los científicos coheteriles se trasladaron a Fort Bliss, Texas, para pruebas de cohetes en el Campo de Prueba de White Sands como  "Empleados Especiales del Departamento de Guerra."
A principios de 1950, se obtuvo la condición legal de algunos especialistas  "Paperclip cuando las visas fueron extendidas en el consulado estadounidense de Ciudad Juárez, México, con las cuales los científicos entraban legalmente en Estados Unidos.  En las últimas décadas, científicos de la Segunda Guerra Mundial fueron investigados -- Arthur Rudolph fue ligado a la actividad esclava de Mittelbau-Dora y Hubertus Strughold fue implicado en experimentación nazis en humanos.
Ochenta y seis expertos en aeronáutica fueron transferidos al Wright Field, el cual además adquirió material bajo la Operación Lusty, tales como los bombarderos y aviones de combate  Arado Ar 234, Messerschmitt Me 262, Heinkel He 219, Dornier Do 335, Messerschmitt P-1101, Focke-Wulf Ta 183, Blohm + Voss BV 155, entre otros.
El Cuerpo de Señales del Ejército de Estados Unidos empleó a 24 especialistas, incluyendo a los físicos Drs. Georg Goubau, Gunter Guttwein, Georg Hass, Horst Kedesdy y Kurt Levovec; los físico-químicos Prof. Rudolf Brill, Drs. Ernst Baars y Eberhard Both; geofísico Dr. Helmut Weickmann; el óptico Dr. Gerhard Schwesinger; y los ingenieros electrónicos Drs. Eduard Gerber, Richard Guenther y Hans Ziegler.
Por su parte, el Departamento de Minas de Estados Unidos empleó a siete científicos nazis expertos en combustible sintético en la planta química de Fischer-Tropsch en Luisiana (Misuri) en 1946.
En 1959, 94 individuos de la operación Paperclip ingresaron a Estados Unidos, incluyendo a Friedwardt Winterberg, Hans Dolezalek y Friedrich Wigand.
En conjunto, hasta 1990, se calcula que Paperclip involucró a un total de más de 1,600 personas, como parte de los "reparaciones intelectuales"  debidas a Gran Bretaña y a los Estados Unidos. Tomando en cuenta las patentes nazis y los procesos industriales involucrados, se estima que el valor de estas personas fue de alrededor de $10 000 millones de dólares.

## Operaciones relacionadas

### Misión especial V-2
Operación estadounidense comandada por el Mayor William Bromley para recobrar un cohete V2 y su equipamiento. El Mayor James P. Hamill, con la ayuda del regimiento, coordinó el primer embarque de un V2 desde Nordhausen a Erfurt.  (Véase también Operación Blossom, Científicos Broomstick, Proyecto Hermes, operaciones Sandy y Pushover)

### Operación Backfire
- Operación Backfire - Experimentos con cohetes en el área de Cuxhaven

### OperaciónEclipse
Plan no implementado de 1944 para operaciones de guerra en Europa de la postguerra que estaba destinado a destruir los misiles V-1 y V-2 encontrados por el Air Disarmament Wing.

### OperaciónSafehaven
Proyecto estadounidense bajo Eclipse para impedir que científicos nazis escaparan hacia otros países (p. ej. Latinoamérica).

### Directiva de la Junta de Comandantes en Jefe 1067/14
El 26 de abril de 1946, la Orden 1067 de la Junta de Comandantes en Jefe de Estados Unidos fue dada por el general Eisenhower para "preservar de la destrucción y tomar control sobre todos los documentos, materiales y datos  pertenecientes a  … organizaciones alemanas destinadas a investigación."  esta directiva estadounidense decía que los científicos nazis podían ser detenidos para necesidades de inteligencia, excepto los criminales de guerra.

### Field Information Agency; Technical (FIAT)
Agencia del Ejército estadounidense destinada a asegurar  "los grandes eventos de la ingeniería alemana, como botín de guerra, a nombre del avance de la ciencia y la mejora del nivel de vida en las Naciones Unidas por la apropiada explotación de los descubrimientos nazis en estos campos.". FIAT fue disuelta en 1947 cuando la Operación  PAPERCLIP comenzó a operar en grandes magnitudes.

### DUSTBIN(contraparte deASHCAN)
Centro de detención clandestino de Estados Unidos establecido primero en París y después en el Castillo Kransberg en las afueras de Fráncfort.

### National Interest/Project 63
Proyecto destinado a que los nazis obtuvieran trabajos con Lockheed, Martin Marietta, North American Aviation u otros contratistas de defensa, mientras muchos ingenieros estadounidenses del área estaban cesantes."

### Operación Alsos
Esfuerzos estadounidenses para obtener armas nucleares nazis secretas, equipamiento y personal.

### Operación Lusty
Esfuerzos estadounidenses para capturar tecnología aeronáutica nazi, con técnicos y equipos.

### Target Intelligence Committee ( TICOM )
Proyecto estadounidense para obtener expertos nazis en criptografía.

### Operación Surgeon
Operación inglesa de investigación sobre el desarrollo de la aeronáutica de la Luftwaffe y dirigida a "contratar" a los científicos nazis en nombre de los británicos.
Otros varios científicos e ingenieros alemanes recabaron en la República Argentina, como por ejemplo Kurt Tank quien reunió un equipo de trabajo en la Fábrica Militar de Aviones argentina que desarrolló el I.Ae. 33 Pulqui II, el bimotor multipropósito I.Ae. 35 Huanquero, y los proyectos truncos del transporte pentaturbina I.A. 36 Cóndor, el entrenador I.Ae 44 y un caza todo tiempo. Vale destacar que Kurt Tank y otros colaboradores, al no tener pasaportes alemanes, recibieron documentos argentinos con nombres supuestos para poder salir de la Alemania ocupada. No eran documentos falsos, ya que fueron otorgados oficialmente por el gobierno del país sudamericano. De hecho, Tank viajó anualmente a su patria desde el año 1949 con su pasaporte argentino y jamás tuvo dificultad alguna.